# Vexaincourt
Vexaincourt is een gemeente in het Franse departement Vosges (regio Grand Est) en telt 169 inwoners (1999). De plaats maakt deel uit van het arrondissement Saint-Dié-des-Vosges.

## Geografie
De oppervlakte van Vexaincourt bedraagt 11,8 km², de bevolkingsdichtheid is 14,3 inwoners per km².
De onderstaande kaart toont de ligging van Vexaincourt met de belangrijkste infrastructuur en aangrenzende gemeenten.

## Demografie
Onderstaande figuur toont het verloop van het inwonertal (bron: INSEE-tellingen).